# 이주형 (영화 감독)
이주형(1977년 ~ )은 대한민국의 영화 감독이다.
이주형은 2013년에 첫 장편 영화 붉은 가족을 만들었다. 데뷔작으로서 2013년 도쿄 국제 영화제에서 관객상을 수상했다.

## 참여 작품
- Tapis roulant
- We've never seen a night which has finished by reaching a day
- 붉은 가족
- 포크레인
- 아포리아